# Sarcasmo

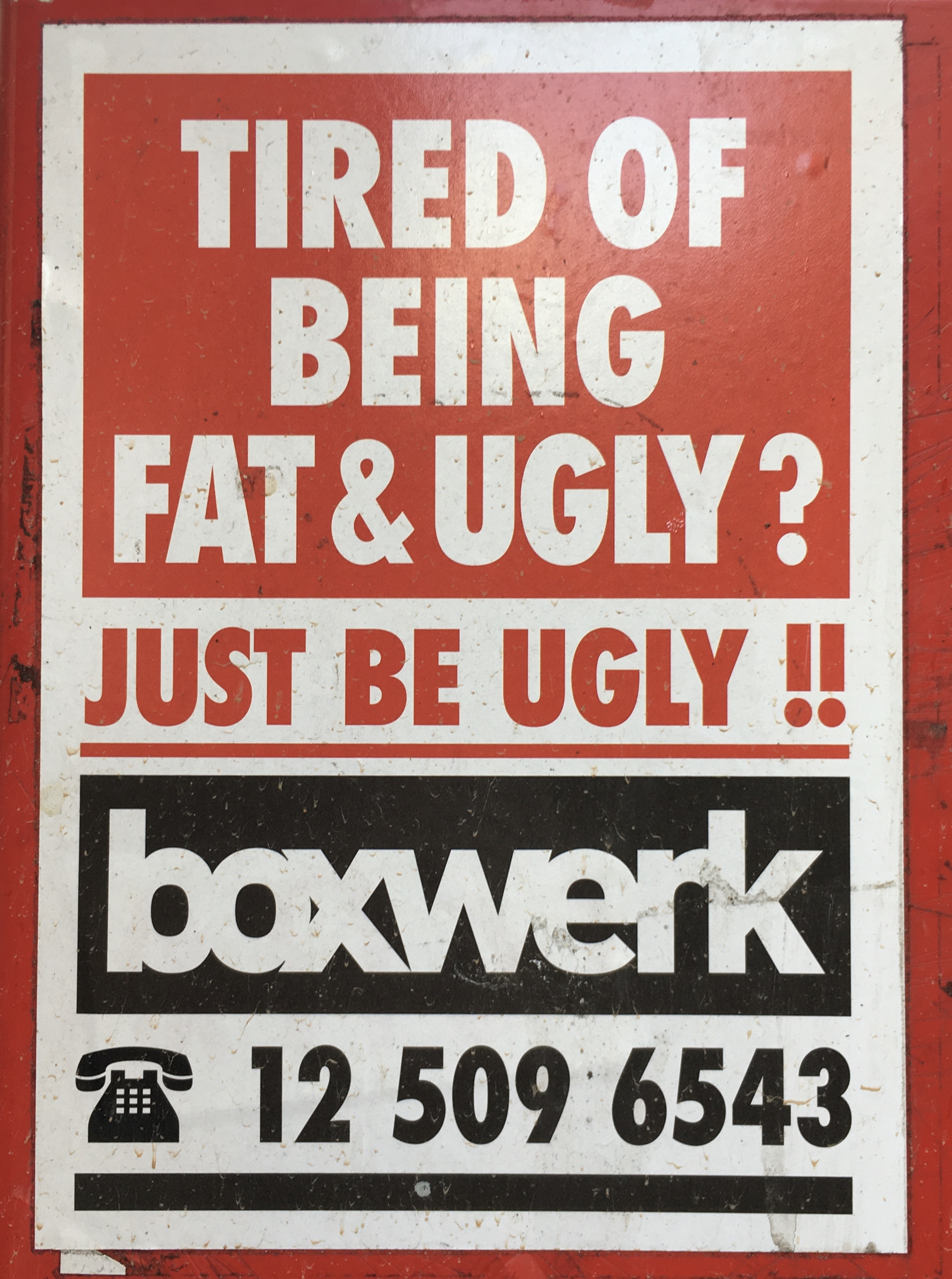
Un cartel sarcástico, el texto en inglés dice: «¿Cansado de ser gordo y feo? ¡¡Solo sé feo!!».

El sarcasmo es una forma de burlarse con la que se pretende dar a entender lo contrario o manifestar desagrado. El término también se refiere a la figura retórica que consiste en emplear esta especie de ironía. El sarcasmo es una crítica indirecta, pero la mayoría de las veces es expuesta de forma evidente. Ha sido proverbialmente descrito como «la forma más baja de humor pero la más alta expresión de ingenio», frase que se atribuye a Oscar Wilde, aunque realmente se desconoce su procedencia.[cita requerida].

## Etimología
El término 'sarcasmo' proviene del latín ‘sarcasmus’ y este a su vez del término griego ‘σαρκασμός’ (‘sarkasmós’). Es una sustantivación del verbo ‘σαρκάζειν’ (‘sarkázein’, 'morder los labios'), derivado del sustantivo σάρξ (sarks, 'carne'). El significado literal sería ‘mordedura de labios’.

## Sarcasmo en la comunicación oral
Como las entonaciones vocálicas usadas para denotar sarcasmo son tan sutiles, el uso del sarcasmo para expresar ideas que no son obviamente contrarias puede llevar a la confusión, especialmente donde hay diferencias de acento o no se tiene experiencia en el uso del lenguaje. El uso del sarcasmo difiere entre países. Muchas veces el sarcasmo es extrañamente mal interpretado por parte de los que reciben el «insulto». Por otra parte, el sarcasmo en su expresión oral también puede concebirse como una forma de expresión semisecreta, de forma en que puede decirse, por ejemplo, «aquel respetable hombre» refiriéndose a todo lo contrario. 
Notable también es el uso que puede darse al contrario del sarcasmo, haciendo referencias con la realidad, en un tono más cortante y ofensivo, puede interpretarse a este de muchas formas, más aún, si este se lleva a cabo en un círculo social en el cual se toma mucho en cuenta los mensajes subliminales que puede dejar una oración sarcástica.